# Fissidens narbonensis
Fissidens narbonensis är en bladmossart som beskrevs av Roumeguere 1869. Fissidens narbonensis ingår i släktet fickmossor, och familjen Fissidentaceae. Inga underarter finns listade i Catalogue of Life.